# Kai Hundertmarck
Kai Hundertmarck (Rüsselsheim am Main, 25 aprile 1969) è un ex ciclista su strada, ciclocrossista e triatleta tedesco.
Professionista tra il 1991 ed il 2003, vinse una Rund um den Henninger-Turm.

## Carriera
Da junior fu decimo ai campionati del mondo di ciclocross nel 1987. Da dilettante vinse la Bayern Rundfahrt nel 1989 e la Rheinland-Pfalz-Rundfahrt nel 1990; fu terzo nella cronosquadre ai mondiali dello stesso anno. I principali successi da professionista furono una tappa al Regio-Tour e due tappe all'Hessen-Rundfahrt nel 1997, la Rund um den Henninger-Turm nel 2000, una tappa al Tour Down Under nel 2001, la Rund um die Nürnberger Altstadt e una tappa all'Hessen-Rundfahrt nel 2003. Partecipò a cinque edizioni della Vuelta a España, quattro del Giro d'Italia, un Tour de France e otto campionati del mondo.
Il miglior risultato ai campionati del mondo è il quinto posto ottenuto da neoprofessionista a Stoccarda nel 1991, quando vinse la volata del gruppo alle spalle del quartetto di testa.
Successivamente si è dedicato al triathlon. Nel 2004 ha partecipato ai campionati del mondo Ironman.

## Palmarès
- 1989

2ª tappa Giro di Baviera
Classifica generale Giro di Baviera
Classifica generale Ost-Westfalen Rundfahrt
- 1990

Classifica generale Grand Prix François Faber
Classifica generale Rheinland-Pfalz-Rundfahrt
- 1991

3ª tappa Grand Prix François Faber
- 1997

5ª tappa Regio-Tour
2ª tappa Hessen-Rundfahrt (Schotten > Korbach)
5ª tappa, 1ª semitappa Hessen-Rundfahrt (Groß-Gerau > Viernheim)
- 2000

Rund um den Henninger-Turm
- 2001

5ª tappa Tour Down Under (Gawler > Tanunda)
- 2003

Rund um die Nürnberger Altstadt
3ª tappa Hessen-Rundfahrt (Gelnhausen > Allendorf)

### Altri successi
- 1992

Criterium di Schorndorf
- 1993

Criterium di Ratisbona
- 1995

Criterium di Michelstadt
- 2001

Criterium Frankfurt-Sossenheim
Hammer City Night
- 2003

Criterium di Kirchheim-Teck

## Piazzamenti

### Grandi Giri
- Giro d'Italia

1993: 48º
1995: 74º
2001: 98º
2002: 93º
- Tour de France

1999: 110º
- Vuelta a España

1995: 89º
1996: 23º
1998: 81º
2000: 61º
2001: 94º

### Classiche monumento
- Milano-Sanremo

1994: 5º
1995: 138º
1997: 27º
2000: 114º
2001: 132º
- Giro delle Fiandre

1992: 64º
1994: 71º
1995: 29º
1996: 82º
1997: 84º
2000: 63º
2002: 95º
- Parigi-Roubaix

1994: 33º
1995: 70º
1997: 73º
2000: 36º
2003: 40º
- Liegi-Bastogne-Liegi

1991: 91º

### Competizioni mondiali
- Mondiali su strada

Utsunomiya 1990 - Cronosquadre dilettanti: 3º
Stoccarda 1991 - In linea Professionisti: 5º
Benidorm 1992 - In linea Professionisti: 48º
Oslo 1993 - In linea Professionisti: ritirato
Lugano 1996 - In linea Elite: 19º
San Sebastián 1997 - In linea Elite: 26º
Valkenburg 1998 - In linea Elite: ritirato
Plouay 2000 - In linea Elite: ritirato
Lisbona 2001 - In linea Elite: ritirato
- Mondiali di ciclocross

Mladá Boleslav 1987 - Junior: 10º
- Mondiali Ironman

1994: 16º